# Lijst van koningen van Aragón
Lijst van koningen van Aragón; zij voerden sinds het huwelijk van Petronila met Ramon Berenguer ook de titel van graaf van Barcelona en vanaf 1237 ook de titel van koning van Valencia.

| Naam                           | Periode     | Opmerkingen                                                                      |
| HUIS JIMÉNEZ                   | 1035 - 1162 |                                                                                  |
| ------------------------------ | ----------- | -------------------------------------------------------------------------------- |
| Ramiro I                       | 1035 - 1063 |                                                                                  |
| Sancho I Ramirez               | 1063 - 1094 | + Koning van Navarra (1076-1094)                                                 |
| Peter I                        | 1094 - 1104 | + Koning van Navarra                                                             |
| Alfons I                       | 1104 - 1134 | + Koning van Navarra                                                             |
| Ramiro II                      | 1134 - 1137 |                                                                                  |
| Petronila x Ramon Berenguer IV | 1137 - 1162 | + Graaf van Barcelona (1131-1154), Graaf van Provence (1144-1162)                |
| HUIS BARCELONA                 | 1162 - 1410 | 1162: Dynastieke Unie Graafschap Barcelona met Aragón                            |
| Alfons II                      | 1162 - 1196 | + Graaf van Provence (1167-1196)                                                 |
| Peter II                       | 1196 - 1213 |                                                                                  |
| Jacobus I                      | 1213 - 1276 | + Koning van Majorca (1231-1276)                                                 |
| Peter III                      | 1276 - 1285 | + Koning van Sicilië (1282-1285)                                                 |
| Alfons III                     | 1285 - 1291 | + Koning van Majorca (1287-1291)                                                 |
| Jacobus II                     | 1291 - 1327 | + Koning van Sardinië, Sicilië (1285-1296)                                       |
| Alfons IV                      | 1327 - 1336 | + Koning van Sardinië                                                            |
| Peter IV                       | 1336 - 1387 | + Koning van Sardinië                                                            |
| Johan I                        | 1387 - 1396 | + Koning van Sardinië                                                            |
| Martinus I                     | 1396 - 1410 | + Koning van Sardinië (1395-1410), Sicilië (1409-1410)                           |
| INTERREGNUM                    | 1410 - 1412 |                                                                                  |
| HUIS TRASTAMARA                | 1412 - 1515 |                                                                                  |
| Ferdinand I                    | 1412 - 1416 | + Koning van Sardinië, Sicilië                                                   |
| Alfons V                       | 1416 - 1458 | + Koning van Sardinië, Sicilië(1416-1458), Napels (1442-1458)                    |
| Johan II                       | 1458 - 1479 | + Koning van Navarra (1441-1479), Sardinië, Sicilië (1458-1479)                  |
| Ferdinand II                   | 1479 - 1516 | + Koning van Sardinië, Sicilië, Castilië en León (1474-1504), Napels (1504-1516) |

## Vervolg
Zie: Lijst van Spaanse koningen